# Mordellistena morula
Mordellistena morula là một loài bọ cánh cứng trong họ Mordellidae. Loài này được LeConte miêu tả khoa học năm 1862.

## Hình ảnh

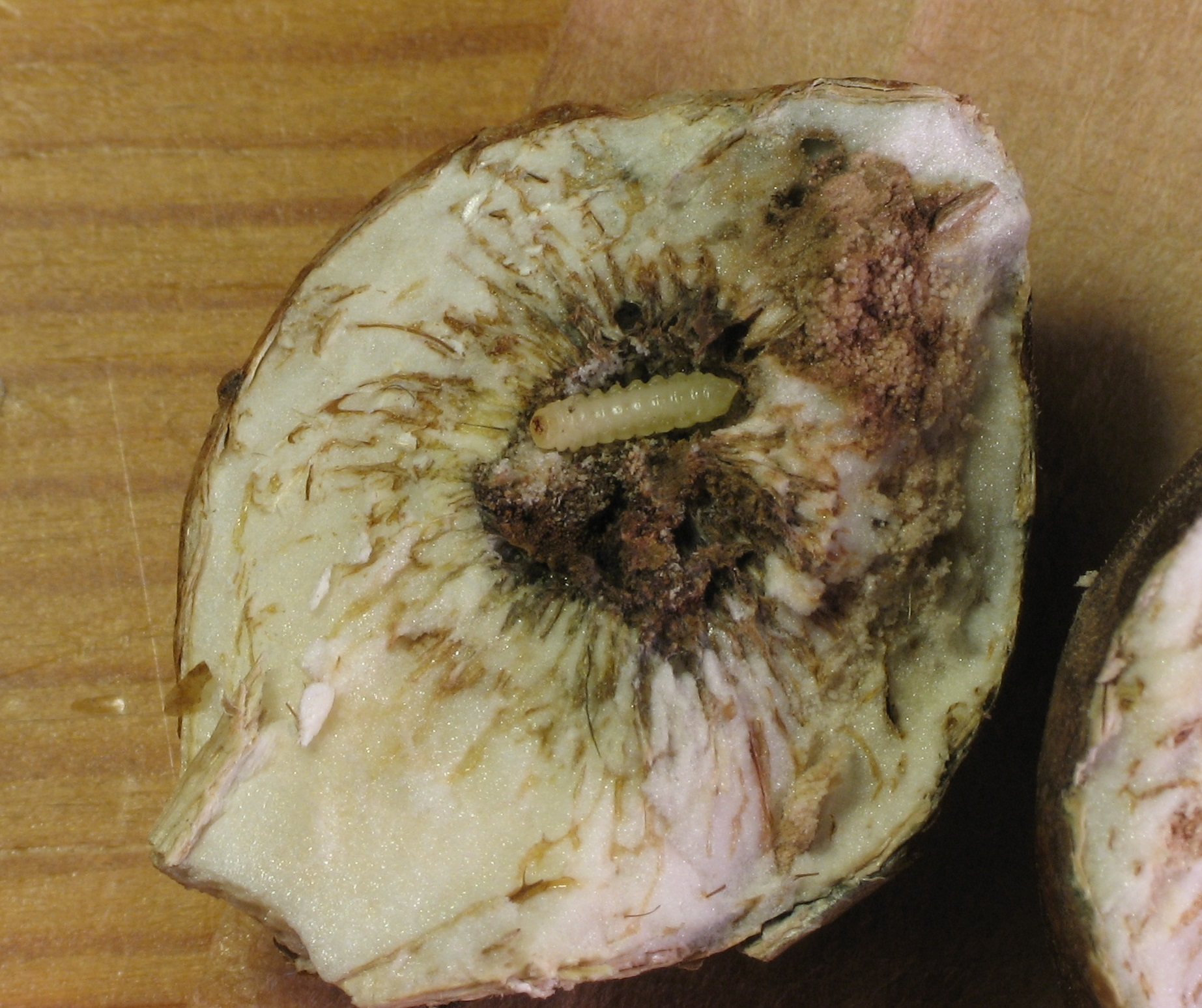